# Campionato di pallacanestro degli Emirati Arabi Uniti
Il campionato di pallacanestro degli Emirati Arabi Uniti, anche conosciuto con il nome di UAE Basketball League (UBL), è la massima competizione cestistica degli Emirati Arabi Uniti, viene organizzato dalla Federazione cestistica degli Emirati Arabi Uniti  ed è posta sotto l'egida della FIBA Asia.
La competizione è stata creata nel 2013.
Gli attuali campioni sono la squadra dello Al-Sharjah che ha conquistato il titolo dopo aver battuto lo Shabab Al-Ahli nelle finali della stagione 2024-2025.

## Squadre partecipanti
Le squadre partecipanti per la stagione 2024-25
| Squadra        | Città     | Palazzetto                           |
| -------------- | --------- | ------------------------------------ |
| Al Bataeh      | Al Bataeh | Al Bataeh Indoor Stadium             |
| Al-Nasr        | Dubai     | Rashid bin Hamdan Hall               |
| Al Wasl        | Dubai     | Al Wasl Indoor Stadium               |
| Al Wahda       | Abu Dhabi | Mubadala Dome                        |
| Al-Sharjah     | Sharjah   | Sharjah Sports Club Court            |
| Al Jazeera     | Abu Dhabi | Mubadala Dome                        |
| Shabab Al-Ahli | Dubai     | Sheikh Saeed bin Maktoum Sports Hall |

## Albo d'oro
| Stagione  | Campione       | Secondo Posto  |
| --------- | -------------- | -------------- |
| 2013-2014 | Shabab Al-Ahli | Al Wasl        |
| 2014-2015 | Shabab Al-Ahli | Al-Shabab      |
| 2015-2016 | Al-Shabab      | Shabab Al-Ahli |
| 2016-2017 | Shabab Al-Ahli | Al-Shabab      |
| 2017-2018 | Shabab Al-Ahli | Al-Nasr        |
| 2018-2019 | Shabab Al-Ahli | Al-Nasr        |
| 2019-2020 | Al-Sharjah     | Shabab Al-Ahli |
| 2020-2021 | Shabab Al-Ahli | Al-Sharjah     |
| 2021-2022 | Shabab Al-Ahli | Al-Sharjah     |
| 2022-2023 | Shabab Al-Ahli | Al-Nasr        |
| 2023-2024 | Shabab Al-Ahli | Al-Nasr        |
| 2024-2025 | Al-Sharjah     | Shabab Al-Ahli |

## Vittorie per club
| Squadra        | Vittorie | Finali | Totale | Anni vittorie                                        | Anni Sconfitte         |
| -------------- | -------- | ------ | ------ | ---------------------------------------------------- | ---------------------- |
| Shabab Al-Ahli | 9        | 3      | 12     | 2014, 2015, 2017, 2018, 2019, 2021, 2022, 2023, 2024 | 2016, 2020, 2025       |
| Al-Sharjah     | 2        | 2      | 4      | 2020, 2025                                           | 2021, 2022             |
| Al-Shabab      | 1        | 2      | 3      | 2016                                                 | 2015, 2017             |
| Al-Nasr        | 0        | 4      | 4      |                                                      | 2018, 2019, 2023, 2024 |
| Al Wasl        | 0        | 1      | 1      |                                                      | 2014                   |